# أرفيد دايفيد هامل
أرفيد دايفيد هامل (بالسويدية: Arvid David Hummel)‏ هو عالم حشرات وكاتب سويدي، ولد في 30 أبريل 1778 في Domkyrkoförsamlingen in Göteborg ‏ في السويد، وتوفي في 20 نوفمبر 1836 في Ekenäs, Finland ‏ في فنلندا.